# Eino Tamberg
Eino Martinovich Tamberg (født 27. maj 1930 i Tallinn, Estland, død 24. december 2010) var en estisk komponist og pianist. 
Han studerede komposition på Musikkonservatoriet i Tallinn hos Eugen Kapp.  
Han skrev 5 symfonier, operaer, orkesterværker, vokalmusik, koncerter etc.

## Udvalgte værker
- Balletsymfoni (1959) - for orkester
- Symfoni nr. 1 (1978) - for orkester
- Symfoni nr. 2 (1982) - for orkester
- Symfoni nr. 3 (1987) - for orkester
- Symfoni nr. 4 "Epilog" (1998) - for orkester
- Concerto Grosso (1956) - for orkester
- Symfoniske Danse (1957) - for orkester